# Eurysternus squamosus
Eurysternus squamosus là một loài bọ cánh cứng trong họ Bọ hung (Scarabaeidae).